# Пригорко, Виктор Михайлович
Виктор Михайлович Пригорко (род. 3 августа 1941, Тамбов) — советский футболист, нападающий. В высшей советской лиге провёл 31 матч и забил 6 голов за СКА Одесса и ЦСКА в 1965—1968 годах. В низших лигах выступал за тамбовский «Спартак», серпуховскую «Звезду», рязанскую «Звезду», харьковский «Металлист», кировоградскую «Звезду», калужский «Локомотив» и оренбуржский «Локомотив». После окончания карьеры проживает в Москве.